# Rząd Tadeusza Komorowskiego
Rząd Tadeusza Bór-Komorowskiego – gabinet pod kierownictwem Prezesa Rady Ministrów, generała dywizji Tadeusza Bór-Komorowskiego, sformowany 2 lipca 1947. Gabinet istniał do 7 kwietnia 1949 r.
Skład rządu
- Tadeusz Bór-Komorowski –  premier, kierownik Ministerstwa Przemysłu, Handlu i Żeglugi, kierownik Ministerstwa Pracy i Opieki Społecznej oraz kierownik Ministerstwa Skarbu
- Zygmunt Berezowski (SN) – minister spraw wewnętrznych
- Adam Pragier – minister informacji i dokumentacji
- Bronisław Kuśnierz (SP) – minister sprawiedliwości
- Władysław Folkierski (SN) – minister wyznań religijnych i oświecenia publicznego oraz kierownik Ministerstwa Prac Kongresowych (do 10 sierpnia 1948)
- Adam Tarnowski – minister spraw zagranicznych
- Marian Kukiel – minister obrony narodowej
- Stanisław Sopicki (SP) – minister odbudowy administracji publicznej

10 sierpnia 1948 r. dekretem Prezydenta RP zlikwidowane zostało Ministerstwo Prac Kongresowych, a zakres jego działalności włączono w struktury Ministerstwa Spraw Zagranicznych.
10 lutego 1949 r. Prezydent RP, przychylając się do prośby premiera, zwolnił go z urzędu Prezesa Rady Ministrów oraz poruczył sprawowanie obowiązków do czasu powołania nowego rządu, co nastąpiło w dniu 7 kwietnia 1949 r. W ten sam sposób Prezydent RP postąpił w stosunku do pozostałych członków gabinetu.